# Marcel Răducanu
Marcel Răducanu (Bucarest, 21 d'octubre de 1954) fou un futbolista romanès de la dècada de 1970. Destacà als clubs Steaua Bucureşti, Borussia Dortmund i FC Zürich. També fou internacional amb la selecció de Romania, en la qual jugà, entre 1976 i 1981, un total de 21 partits.

## Palmarès
Steaua Bucureşti
- Lliga romanesa de futbol: 1975-76, 1977-78
- Copa romanesa de futbol: 1975-76, 1978-79

Romania
- Copa dels Balcans de futbol: 1980

Individual
- Futbolista romanès de l'any: 1980